# Gisela Trowe
Gisela Trowe (Dortmund, 5 september 1922 – Hamburg, 5 april 2010) was een Duitse actrice. Ze was van 1944 tot 1964 getrouwd met de regisseur Thomas Engel.
Trowe maakte haar toneeldebuut in 1942. Daarna trad ze op in gerenommeerde Duitse en Oostenrijkse theaters, zoals in het Münchner Kammerspiele, het Deutsches Theater Berlin, het Theater in der Josefstadt in Wenen en het Thalia-Theater in Hamburg. Trowe acteerde vanaf 1948 ook in films. In 2011 speelde ze haar laatste filmrol in Der Duft von Holunder.

## Filmografie (selectie)
- 1948: Straßenbekanntschaft
- 1948: Grube Morgenrot
- 1948: Affaire Blum
- 1951: Der Verlorene
- 1952: Unter den tausend Laternen
- 1952: Die Stimme des Anderen
- 1953: Keine Angst vor großen Tieren
- 1954: Der Mann meines Lebens
- 1955: Urlaub auf Ehrenwort
- 1956: Damals in Paris
- 1957: Auf Wiedersehen, Franziska!
- 1957: Wo du hingehst
- 1959: Straße der Gerechten
- 1959: Ein unbeschriebenes Blatt
- 1961: Das Rendezvous von Senlis
- 1963: Das große Liebesspiel
- 1963: Das tödliche Patent
- 1963: Was soll werden, Harry?
- 1965: Gewagtes Spiel - Das Geheimnis von Scheferloh (televisieserie)
- 1967: Heiraten ist immer ein Risiko
- 1969: Die Ratten
- 1969: Eika Katappa
- 1969: Argila
- 1970: Wie ein Blitz
- 1971: Das Freudenhaus
- 1971: Salto Mortale - Bern (televisieserie)
- 1972: Sonderdezernat K1 - Vorsicht Schutzengel (televisieserie)
- 1973: … aber Jonny!
- 1973: Okay S.I.R. - Klare Linien
- 1975: Motiv Liebe - Elenas Lied (televisieserie)
- 1975: Sonderdezernat K1 - Doppelspiel (televisieserie)
- 1976: Schaurige Geschichten - Wer hat Angst vor Wetzenstein? (televisieserie)
- 1980: Teegebäck und Platzpatronen
- 1981: Alles im Eimer
- 1981: Goldene Zeiten, Bittere Zeiten (televisieserie)
- 1982: Das Beil von Wandsbek
- 1982: St. Pauli-Landungsbrücken (televisieserie, 1 aflevering)
- 1985: Hallo Oma (televisieserie)
- 1985: Die Krimistunde - Die richtige Medizin (televisieserie)
- 1987: Eine geschlossene Gesellschaft
- 1987: Die Insel (televisieserie, 6 afleveringen)
- 1987–2008: Der Landarzt (televisieserie)
- 1988: Die Bertinis
- 1991: Großstadtrevier: Gelegenheit macht Diebe (televisieserie)
- 1992: Kommissar Klefisch: Ein unbekannter Zeuge (televisieserie)
- 1992: Liebe auf Bewährung (familieserie)
- 1992/1999: Unser Lehrer Doktor Specht (televisieserie)
- 1993-1994: Blankenese
- 1995: Tatort - Tödliche Freundschaft (televisieserie)
- 1996: Tanz auf dem Vulkan (miniserie)
- 1997: Die Drei Mädels von der Tankstelle
- 1998: Klinik unter Palmen - Die Nächte der Kreolin (televisieserie)
- 1998: Das Traumschiff - Argentinien (televisieserie)
- 2000: Kalt ist der Abendhauch
- 2000: Scharf aufs Leben
- 2001: Die Braut meines Freundes
- 2001: Schutzengel gesucht
- 2003: Gestern gibt es nicht
- 2003: Herzlichen Glückwunsch
- 2003: Tatort - Schöner Sterben (televisieserie)
- 2003: Donna Leon - Venezianische Finale (televisieserie)
- 2004: Finanzbeamte küsst man nicht
- 2005: Meine große Liebe
- 2005: Adelheit und ihre Mörder - Sieben auf einen Streich (televisieserie)
- 2006: Mütter, Väter, Kinder
- 2007: In aller Freundschaft - Heimlichkeiten (televisieserie)
- 2007: Notruf Hafenkante - Lug und Trug (televisieserie)
- 2008: SOKO Leipzig - Das Pessach-Fest (televisieserie)
- 2009: Für immer Venedig
- 2009: Liebe Mauer
- 2009: Endlich jetzt
- 2011: Der Duft von Holunder

### Als stemactrice
- 1934: Voor Claudette Colbert in Cleopatra als Cleopatra (synchronisatie 1953)
- 1949: Voor Shelley Winters in Kokain als Terry Stewart (1e synchronisatie)
- 1953: Voor Gina Lollobrigida in Schach dem Teufel als Maria Dannreuther
- 1953: Voor Jane Russell in Blondinen bevorzugt als Dorothy Shaw
- 1955: Voor Lee Grant in Sturm-Angst als Edna
- 1960: Voor Jayne Mansfield in Zu heiß zum Anfassen als Midnight Franklin
- 1961: Voor Gina Lollobrigida in Happy End im September als Lisa Helena Fellini
- 1965: Voor Marianne Hoppe in Geheimnis im blauen Schloß als Elsa Grohmann
- 1966: Voor Birke Bruck in Die Rechnung eiskalt serviert als Mary
- 1973: Voor Nina Foch in Mord nach Rezept als Carol Flemming
- 1974: Voor Simone Signoret in Das Fleisch der Orchidee als Lady Vamos
- 1978: Voor Irene Prador in Holocaust – Die Geschichte der Familie Weiss als Maria Karlova: Gevangene in concentratiekamp
- 1982: Voor Sylvia Miles in Das Böse unter der Sonne als Myra Gardener
- 1988: Voor Angela Lansbury in Immer wenn sie Krimis schrieb (Mord ist ihr Hobby) als Jessica Fletcher
- 1992: Voor Angela Lansbury in Das schönste Kleid der Welt als Ada Harris
- 2003: Voor Danielle Darrieux in Gefährliche Liebschaften als Madame de Rosemonde

## Theater
- 1945: Jewgeni Schwarz: Schatten (prinses) – Regie: Gustaf Gründgens (Deutsches Theater Berlin)
- 1946: Jean Anouilh: Antigone (Antigone) – Regie: Bruno Hübner (Komödie Berlin)
- 1947: Jean Cocteau: Diese Eltern (jong meisje) – Regie: Thomas Engel (Tribüne Theater Berlin)
- 1947: George Bernhard Shaw: Helden (Raina) – Regie: Fred Schroer (Renaissance-Theater Berlin)
- 1948: Alexander Ostrowski: Wölfe und Schafe (Glafira) – Regie: Ernst Legal (Deutsches Theater Berlin)
- 1948: Clifford Odets: Wach auf und singe (Hennie) – Regie: Franz Reichert (Deutsches Theater Berlin – Kammerspiele)
- 1949: Bertolt Brecht: Herr Puntila und sein Knecht Matti (Eva) – Regie: Erich Engel/Bertolt Brecht (Berliner Ensemble im Deutschen Theater)
- 1950: Lope de Vega: Das Unmöglichste von allem (Roberto's zus) – Regie: Ernst Karchow (Theater am Kurfürstendamm)
- 1950: Georg Kaiser: Der Gärtner von Toulouse (vrouw van de tuinman) – Regie: Thomas Engel (Theater am Kurfürstendamm)
- 1953: Noël Coward: Wechselkurs der Liebe – Regie: Kurt Raeck (Renaissance-Theater Berlin)
- 1953: Gerhart Hauptmann: Fuhrmann Henschel – Regie: Ernst Karckow (Theater am Kurfürstendamm)
- 1959: Jean Genet: Die Zofen (Claire) – Regie: Ernst Seiltgen (Münchner Kammerspiele – Werkraumtheater)
- 1962: Franz Molnar: Spiel im Schloss – Regie: Franz-Otto Krüger (Berliner Theater)
- 1975: Jean-Claude Grumberg: Dreyfus – Regie: Helmut Käutner (Freie Volksbühne Berlin)
- 1979: Loleh Bellon: Wie immer am Donnerstag – Regie: Dieter Wedel (Ernst-Deutsch-Theater Hamburg)
- 1982: Fjodor Dostojewski: Der Spieler (Berliner Tournee Erich Kuhnen GmbH)

## Hoorspelen
- 1969: Jürgen Becker: Hausfreunde – Regie: Klaus Schöning (hoorspel – WDR/SDR/SWF)
- 1980: H. G. Francis: Die drei ??? und der Zauberspiegel (Mrs. Darnley) – Regie: Heikedine Körting (hoorspel – EUROPA-Verlag)
- 1999: Ken Follett: Die Säulen der Erde (verteller) – Regie: Leonhard Koppelmann (hoorspel, 9 delen – WDR)

- Bibliothèque nationale de France: cb162750318 (data)
- Gemeinsame Normdatei: 118089749
- International Standard Name Identifier: 0000 0001 1878 3451
- Library of Congress Control Number: no2008048183
- MusicBrainz: a144b68f-5edc-4350-b5da-4e27a02e780a
- Nationale Bibliotheek van Israël: 987007349860005171
- Nederlandse Thesaurus van Auteursnamen: 37146952X
- Système universitaire de documentation: 150677413
- Virtual International Authority File: 78584595
- WorldCat: E39PBJhrYKqk6w7kJC8xGRGJXd